# Transylvania 90210: Songs of Death, Dying, and the Dead
Transylvania 90210: Songs of Death, Dying, and the Dead — дебютный студийный альбом американской хоррор-панк-группы Wednesday 13, вышедший в 2005 году.

## История создания
После распада группы Murderdolls в начале 2004 года Джои Джордисон, один из фронтменов группы, вернулся в Slipknot, а вокалист Джозеф Пул (он же Wednesday13) начал работу над новым материалом для Murderdolls. После года усердной работы он написал материал с более 100 новыми песнями. Набрав команду для записи нового альбома — гитариста Piggy D, басиста KidKid и ударника Ghastly, в конце 2004 года начался процесс записи. Весной 2005 года альбом был готов.

## Список композиций
1. «Post Mortem Boredom» — 0:57
2. «Look What the Bats Dragged In» — 2:32
3. «I Walked with a Zombie» — 3:44
4. «Bad Things» — 3:37
5. «House by the Cemetery» — 3:20
6. «God Is a Lie» — 3:37
7. «Haunt Me» — 4:35
8. «Transylvania 90210» — 3:54
9. «I Want You…Dead» — 4:08
10. «Buried by Christmas» — 3:10
11. «Elect Death for President» — 4:23
12. «Rot for Me» — 4:03
13. «The Ghost of Vincent Price» — 5:08
14. «A Bullet Named Christ» — 4:02
15. «Thank You Satan (bonus track в японской версии альбома)» — 3:56